# Neottia kuanshanensis
Neottia kuanshanensis là một loài thực vật có hoa trong họ Lan. Loài này được (H.J. Su) T.C. Hsu & S.W. Chung mô tả khoa học đầu tiên.